# Pseudovadonia livida
Pseudovadonia livida je druh brouka z podčeledi Lepturinae patřící do čeledi tesaříkovitých. V České republice patří k nejhojnějším tesaříkům.

## Poddruhy
Mezi poddruhy patří:
- Pseudovadonia livida bicarinata (Arnold, 1869)
- Pseudovadonia livida desbrochersi (Pic, 1891)
- Pseudovadonia livida hatayensis (Özdikmen, 2015)
- Pseudovadonia livida livida (Fabricius, 1776)
- Pseudovadonia livida pecta (J. Daniel & K. Daniel, 1891)
- Pseudovadonia livida setosa (Danilevsky, 2013)

## Rozšíření a biotop
Tento druh se vyskytuje ve velké části Evropy, východní palearktické oblasti a Blízkém východě (Arménie, Ázerbájdžán, Bělorusko, Belgie, Bulharsko, Čína, Česko (Čechy a Morava), Estonsko, Francie, Gruzie, Německo, Řecko, Írán, Itálie, Kazachstán, Kyrgyzstán, Lotyšsko, Litva, Lucembursko, Moldavsko, Nizozemsko, Polsko, Portugalsko, Rumunsko, Rusko, Sicílie, Slovensko, Španělsko, Turecko, Ukrajina a Spojené království).
Vyskytuje se hlavně v nížinách a pahorkatinách. Obývá řadu různých biotopů, jako jsou louky, stepi, zahrady a lesní okraje.

## Popis
Dospělí jedinci druhu Pseudovadonia livida dorůstají velikosti 5–9 milimetrů. Tito malí brouci jsou robustní a mají širokou hlavu s velkýma očima a vzpřímenými chloupky. Tykadla jsou černá a poměrně mohutná, mírně kratší než tělo. Hruď je čtvercovitého tvaru. Štítek (scutellum) je leskle černý. Krovky jsou červenohnědé se tmavším švem. Ramena jsou mnohem širší než základna hrudníku a jsou pokryta jemnými, částečně vzpřímenými zlatými chloupky.

## Způsob života
Dospělci se mohou vyskytovat od května do září a dokončují svůj životní cyklus během dvou let. Jsou častými návštěvníky květů, zejména rostlin z čeledi miříkovitých, kde se živí pylem a nektarem. Larvy se nevyvíjejí v odumřelém dřevě, jak je obvyklé u mnoha druhů tesaříkovitých, ale v humusu infikovaném houbou špička obecná, kde se živí myceliem. Kuklí se v oválném kokonu, který si tvoří pod zemí.

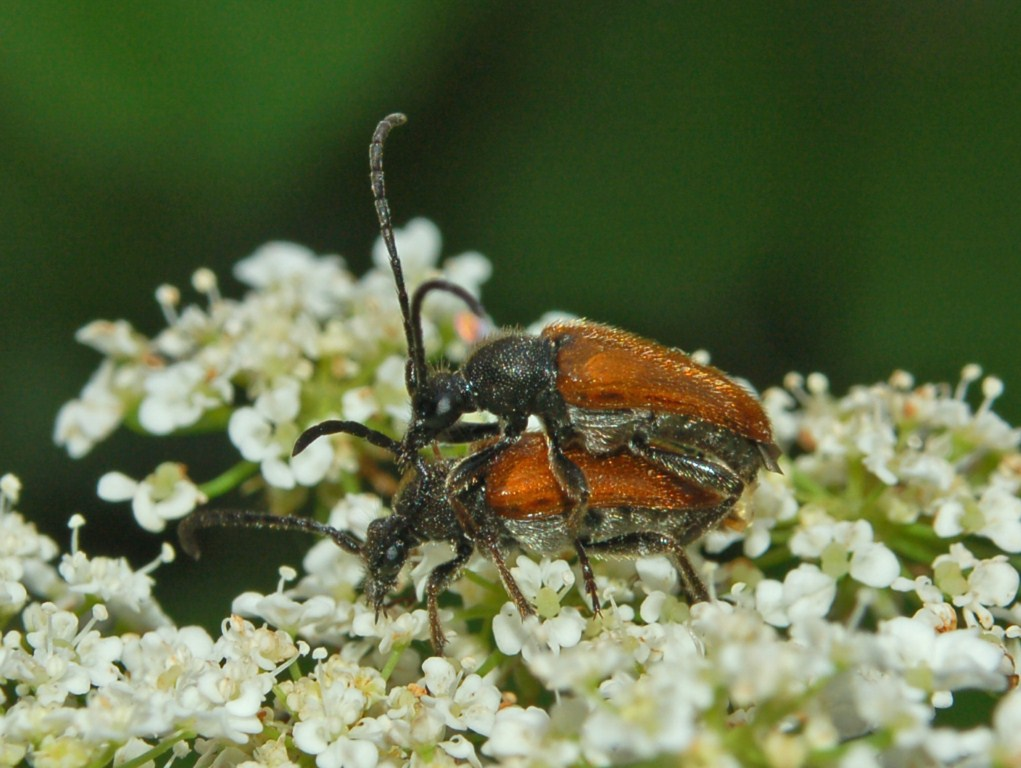
Pseudovadonia livida při páření
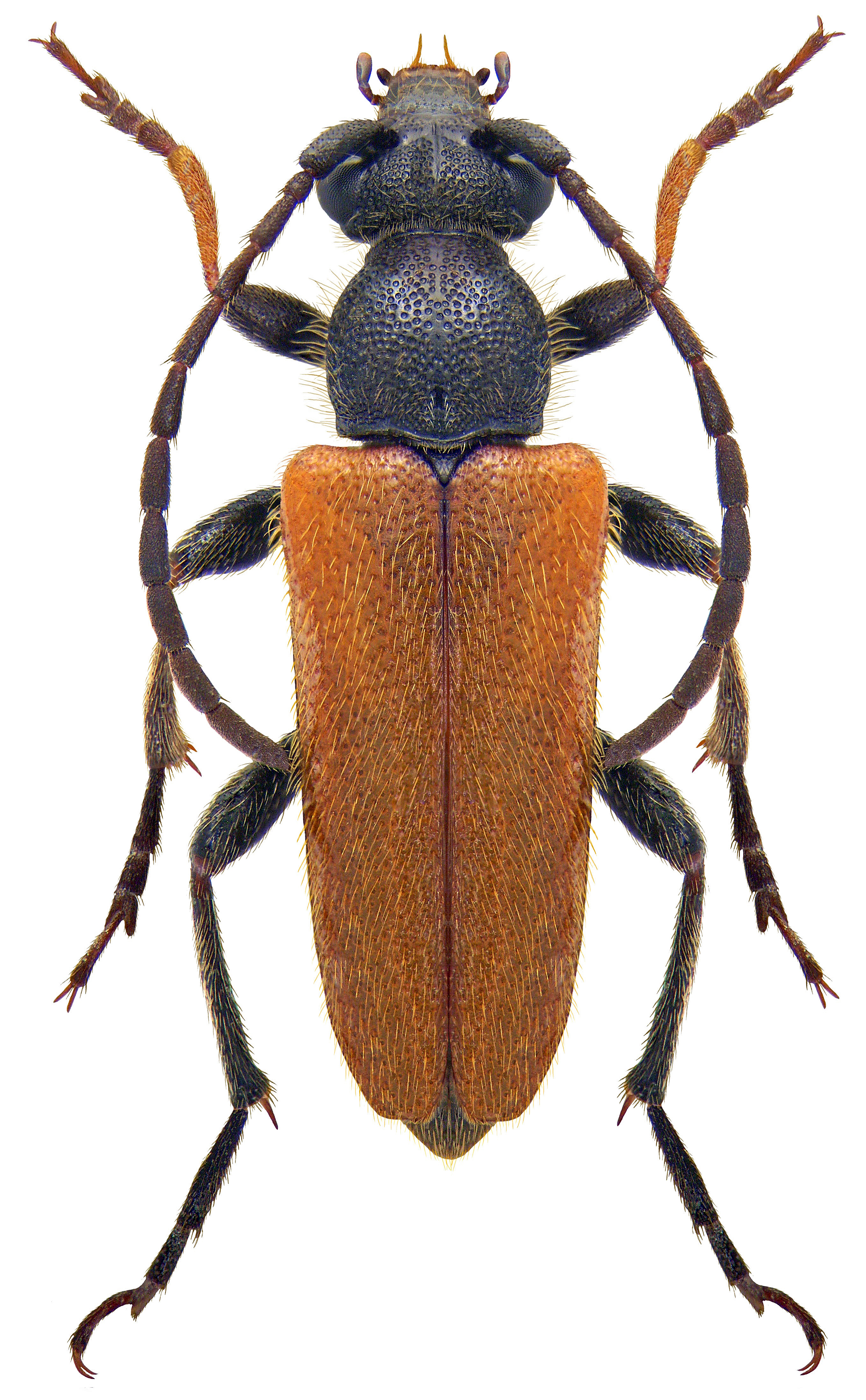
Vypreparovaný jedinec